# Jochen Greiner-Well
Pour les articles homonymes, voir Greiner.
Jochen Greiner-Well (né le 12 août 1956 à Gräfenthal et mort le 24 septembre 2013) est un homme politique allemand (SPD) et membre du Landtag de Thuringe.

## Biographie
Greiner-Well est divorcé et a deux enfants. De 1973 à 1976, il complète une formation professionnelle avec un diplôme d'études secondaires en tant que technicien en électronique. Après avoir terminé son service militaire, il travaille de 1978 à 1982 en tant que technicien des opérations, mesures, contrôle et régulation (technicien BMSR) dans la verrerie d'Ernstthal. Il travaille ensuite dans une usine de microélectronique à Neuhaus am Rennweg. À partir de 1990, il travaille pendant quatre ans en tant que deuxième conseiller municipal adjoint et directeur général de l'administration de la ville de Lauscha.

## Politique
En 1994, Greiner-Well devient membre du deuxième Landtag de Thuringe, dont il quitte déjà le 31 juillet 1996 en renonçant à son mandat (§ 46 par. 1 phrase 1 n ° 5 de la loi électorale de l'État de Thuringe). Il est président de l'association locale SPD à Lauscha et membre du comité exécutif de district du SPD dans l' arrondissement de Sonneberg. Il est également président du groupe du conseil municipal du SPD à Lauscha.